# Pedro de Medina Valbuena

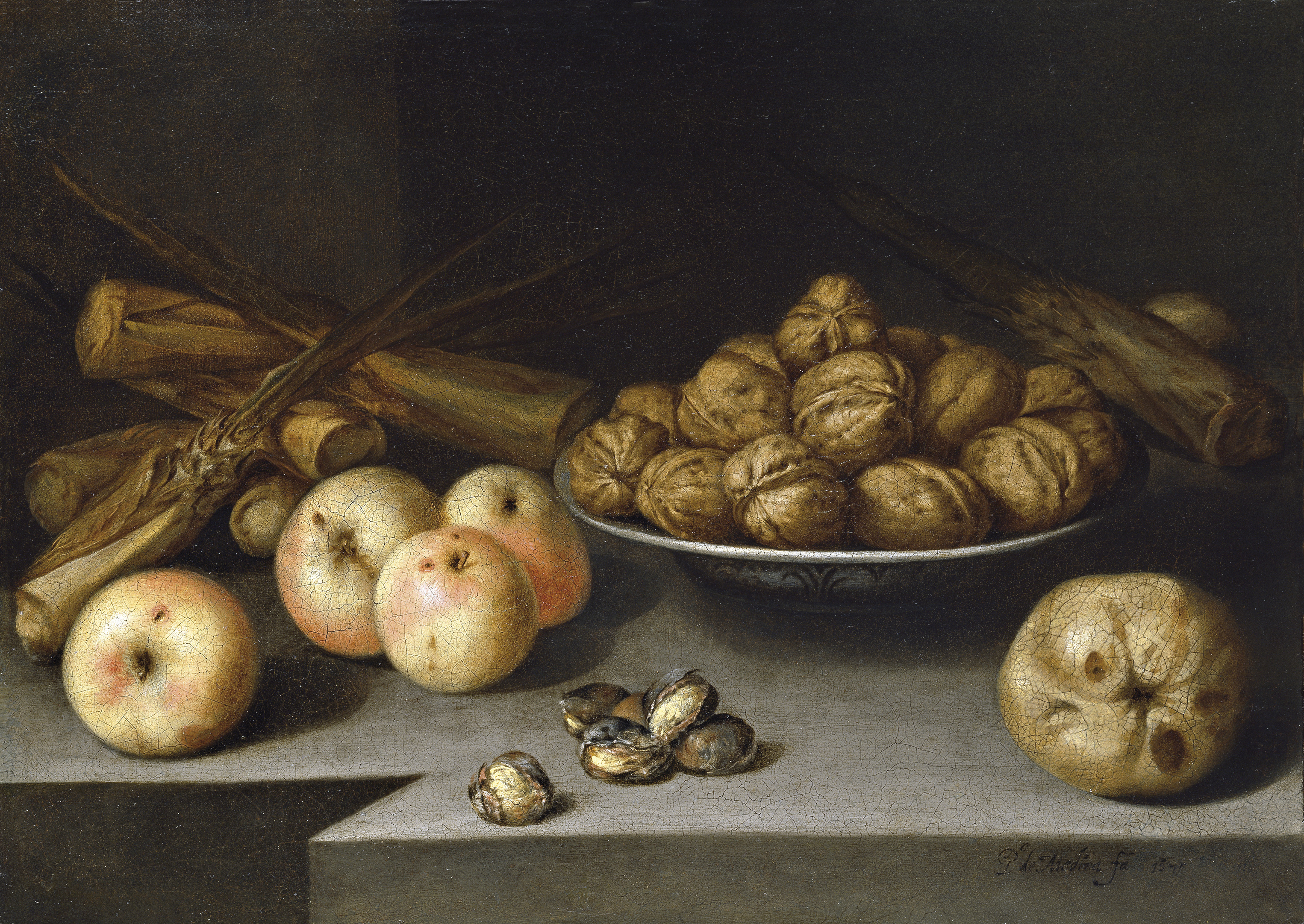
Bodegón con manzanas, nueces y caña de azúcar, firmado Pº de Medina fat. 1645, Museo Nacional del Prado

Pedro de Medina Valbuena (c., 1620-1691) fue un pintor barroco español, especializado en la pintura de bodegones. 

## Biografía
Apenas se tienen datos de este pintor que firmó un Bodegón de frutas, en paradero actual desconocido, con el gentilicio Hispalis. Se sabe que con otros pintores participó en 1660 en la creación de la Academia de dibujo y pintura de Sevilla, de la que entre 1667 y 1671 fue presidente, y que falleció en aquella ciudad en 1691. Nicolás de Omazur, comerciante flamenco afincado en Sevilla y mecenas de Murillo, disponía también, según el inventario de sus bienes, de varios bodegones de frutas y de peces de mano de Medina.
Las escasas obras conocidas y firmadas enlazan su pintura con Zurbarán, de quien tomó la iluminación tenebrista y su rígido sentido de la simetría, ya un tanto arcaico en las fechas en que trabajó. En 2006 ingresó en el Museo Nacional del Prado un Bodegón con manzanas, nueces y caña de azúcar, firmado y fechado en 1645, la más temprana de sus obras conocidas, elaborado con un sentido de la composición más rico y una iluminación más sutil, sin abandonar el tenebrismo, influido quizá por Pedro de Camprobín.